# 大學生了沒畢業生列表
大學生了沒畢業生列表是曾參與過《大學生了沒》的大學生及研究生名單列表。
| 成員            | 本名                     | 學校                            | 科系                                                   | 備註（現況） |
| Alex            | 顏庭笙                   | 國立臺灣大學                    | 社會學系                                               | 已與陳艾琳結婚 |
| Amanda          | 劉紀範                   | 樹德科技大學                    | 流行設計學系                                           | 鴻言娛樂旗下藝人 |
| Angel           |                          | 實踐大學                        | 風險管理學系                                           | |
| Angela          | 黃靖雯                   | 實踐大學                        | 應用外文學系 ↓ 服裝設計學系                            | 2009年以實踐應外雯雯首次出現在《大學生了沒》，後考進實踐服設系 2015年從節目畢業後，9月於倫敦念國際服裝行銷商管碩士                                                           |
| Apple           |                          | 實踐大學                        |                                                        | |
| Apuam ↓ 大亨    | 林辰安                   | 中國文化大學                    | 體育學系                                               | 現為德州撲克職業玩家 2015年與埃華結婚 |
| Austin          | 陳韋翰                   | 經國管理暨健康學院              | 時尚造型表演系學系                                     | 2017年與虎牙及另兩位成員組成團體泰坦，正式出道 |
| Beam            | 賴振斌                   | 靜宜大學                        | 國際企業學系                                           | 喬喬的前男友 台中老賴紅茶小開 |
| Benny           | 曾紋彬                   | 亞洲大學 (台灣)                 | 視覺傳達設計學系                                       | |
| Cindy           | 彭馨逸                   | 國立臺北藝術大學                | 劇場設計系                                             | 藝名已改為「楊又穎」 曾為台視《愛玩咖》主持人（和2moro） 2015年4月21日於台中自家房間中吸氦氣輕生，經調查發現是因為不堪職場霸凌和網路霸凌而自殺                               |
| Connie          | 蘇薇安                   | 臺北市立大學                    | 舞蹈學系                                               | |
| Dada            | 葉宗逸                   | 明志科技大學                    | 環境與安全衛生工程系                                   | |
| Daniel          | 陳慕                     | 中國科技大學                    | 行銷與流通管理系                                       | 金星娛樂旗下藝人 |
| David大衛       | 楊志豪                   | 伊利诺伊大学厄巴纳-香槟分校     | 廣告系＋商學系                                         | 美國讀書（2008~2012寒暑假回台灣錄影） |
| Dora            |                          | 中臺科技大學                    |                                                        | |
| Eating （Ⅰ）    | 徐宇霆                   | 國立臺北藝術大學                | 舞蹈學系                                               | |
| Eating （Ⅱ）    | 林易霆                   | 台灣藝術大學                    | 廣播電視學系                                           | |
| Elmo            | 林孟緯                   | 國立清華大學                    | 應用數學系                                             | |
| Erica           | 賴柏蓉                   | 國立台灣藝術大學                | 戲劇系                                                 | |
| Hana            | 徐偉婷                   | 玄奘大學                        | 大眾傳播學系                                           | |
| Hichew          |                          | 中國文化大學                    | 經濟學系                                               | |
| Irene           | 蔡依伶                   | 柏克萊大學                      | 經濟系                                                 | |
| James           |                          | 夏威夷太平洋大學                |                                                        | |
| Jet             |                          | 國立政治大學                    | 政治學系                                               | |
| Jo              |                          | 開南大學                        |                                                        | |
| Josh            | 李循                     | 中國科技大學                    | 企業管理系                                             | 2015年9月10日自節目畢業 |
| Juicy           | 黃志嘉                   | 文化大學                        | 音樂研究所碩士班                                       | 第一次錄影單元為「他的才藝和本人超不搭！」 曾參與壹電視《搞電影》錄影 2014年3月5日自節目畢業 現為富邦悍將應援團成員，陳晨威後援會會長                                        |
| King            |                          | 靜宜大學                        |                                                        | |
| Kitty           | 陳鈺潔                   | 弘光科技大學                    | 工業安全系                                             | K&Q藝能經紀公司旗下藝人 |
| Kiwebaby        | 張喬翔                   | 國立中興大學                    | 外文系                                                 | 跨性別者 曾發表過個人單曲娘娘槍 |
| 阿Land          | 蕭勤倫                   | 文化大學                        | 哲學研究所碩士班                                       | 原本叫Allen，但曾在節目中被納豆誤叫成「阿Land」而改用此名 |
| LinLin          | 謝依霖                   | 中國文化大學                    | 戲劇學系                                               | 參加《大學生了沒》諧星表演單元，扮演「Hold住姐」爆紅 金星娛樂旗下藝人 |
| Liz             | 邱紅慈                   | 世新大學                        | 新聞學系                                               | 曾上過《我猜我猜我猜猜猜》及《模範棒棒堂》節目擔任來賓，曾以「Diana」的名字參加無敵青春克節目的錄影                                                                          |
| Look            | 思達                     | 台北市立體育學院                | 陸上運動學系                                           | 曾參與壹電視《搞電影》錄影 現經常參與民視《綜藝大集合》錄影 現為演員 現已改回本名                                                                                            |
| Lulu            | 黃路梓茵                 | 台灣藝術大學                    | 廣播電視學系                                           | 「黃路」為複姓 源活娛樂旗下藝人 現為《綜藝大熱門》主持 2022及2023年獲得金鐘獎最佳綜藝節目主持人獎                                                                            |
| Mango           |                          | 實踐大學                        | 服裝設計學系                                           | |
| Melody          | 賴珈                     | 長庚大學                        | 企業管理研究所                                         | 曾參加《我猜我猜我猜猜猜》美麗俏護士單元及Channel [V]《Welcome外星人》固定成員                                                                                               |
| Miko            | 林佳穎                   | 國立臺北護理學院                | 護理系                                                 | 已婚 |
| Momo            | 林欣穎                   | 實踐大學                        | 風險管理學系                                           | |
| Nico            | 賴思澐                   | 崇右技術學院                    | 化妝品系                                               | 前黑澀會美眉Nico，新藝名為「賴瀅羽」 |
| Nicole          | 李宛諭                   | 淡江大學                        | 公共行政學系                                           | |
| Nikita          | 陳盈穎 ↓ 舒子晨          | 輔仁大學                        | 大眾傳播學研究所                                       | 金星娛樂旗下藝人 《超級模王大道》第2屆第6名 綽號“小謝金燕” 擅長一字馬和钢管舞 2014年3月5日自節目畢業 現為商演和通告藝人、舞者和演員 現改回本名「舒子晨」                     |
| Patrick         | 柳柏丞                   | 文化大學                        | 中國戲劇學系                                           | 與阿Q組成團體「放蕩兄弟」 喜歡模仿偶像黃鴻升、五月天主唱阿信等等 泰坦星文創影視股份有限公司旗下藝人 《小姐不熙娣》主持 藝名已改為中文音譯「派翠克」                          |
| PJ              |                          | 南華大學                        | 大眾傳播學系                                           | |
| Q妹             | 劉謙慧                   | 輔英科技大學                    | 幼兒保育系                                             | |
| Samuel          |                          | 長榮大學                        | 基督系                                                 | |
| Shock           | 林政瀚                   | 明道大學                        | 時尚造形學系                                           | |
| Sylvia          |                          | 中原大學                        |                                                        | |
| Tracy           | 張維真                   | 輔仁大學                        | 財經法律學系                                           | |
| Yuan            | 郭源元                   | 文化大學                        | 法律系                                                 | |
| Zoey            | 林柔妤                   | 實踐大學                        | 應用外語學系                                           | |
| 湘橙            | 李伯賢                   | 文化大學                        |                                                        | |
| 偉翔            | 馬正祥                   | 樹德科技大學                    | 生活產品設計系                                         | 錄影單元「證照達人」來賓 |
| 晴子            | 謝芷晴                   | 國立臺灣戲曲學院                | 歌仔戲劇系                                             | |
| 兆亘            | 蕭兆亘                   | 文化大學                        | 時尚與創意產業品牌建構及經營管理學士學位學程進修學士班 | |
| 安哲            | 李銘叡                   | 輔仁大學                        | 體育學系                                               | |
| 健嚴            | 陳健嚴                   | 臺北市立大學                    | 運動藝術學系                                           | 曾參加《這就是街舞》 |
| 佑庭            | 顏佑庭                   | 國立臺北藝術大學                | 電影創作學系                                           | 《超級接班人1》Native Seventeen團員，2021以綜藝節目《全明星運動會》出色的運動表現展露頭角，也被稱為藍隊的「小鋼炮」                                                          |
| 臭寶            | 周鴻                     | 香港城市大學                    | 金融系                                                 | 後畢業於香港科技大學碩士環球運營系 目前定居香港 |
| 東翰            | 林東翰                   | 亞洲大學                        | 經營管理學系                                           | FlowerNails美甲店老闆 |
| 少勳            | 范少勳                   | 華夏技術學院                    | 機械工程系                                             | 於台灣迪士尼頻道自製偶像劇《課間好時光一年二班》中擔任主角 |
| 崇治            | 臧崇治                   | 文化大學                        | 戲劇學系                                               | 移居台灣的韓國華僑 |
| 阿布            | 羅文廷                   | 淡江大學                        | 資訊與圖書館學系                                       | |
| 金陽            | 金陽                     | 國立政治大學                    | 地政學系                                               | 金星娛樂旗下藝人 曾是《我愛黑澀棒棒堂》班底 藝人郭書瑤的前男友 |
| 寬嘰文          | 匡自文                   | 臺北市立大學                    | 動態藝術學系                                           | |
| 大豪            | 黃昱豪                   | 東南科技大學                    | 應用英語學系                                           | 曾參與三立都會台《真愛趁現在》演出 |
| 柯柯            | 柯宜君                   | 實踐大學                        | 建築設計學系                                           | 芙夏演藝經紀旗下藝人 |
| 安迪            |                          | 國立政治大學                    | 廣播電視學系                                           | |
| 朱咩            | 朱珈瑩                   | 經國管理暨健康學院              | 人力資源發展系                                         | |
| 淇淇            | 徐韻淇                   | 文化大學                        | 國際貿易學系                                           | |
| 恩綺            | 米恩綺                   | 經國管理暨健康學院              | 美容流行設計系                                         | |
| 家恩            | 絲家恩                   | 國立臺灣師範大學                | 化學系                                                 | 中華航空空服員 |
| 哈利            | 田晉瑜                   | 嘉南藥理科技大學                | 職業安全衛生系                                         | 小哈利的哥哥 |
| 小哈利          | 田家瑜                   | 長榮大學                        | 運動競技學系                                           | 哈利的弟弟 |
| 玄玄            | 曾雅玄                   | 世新大學                        | 口語傳播學系                                           | |
| 夢夢            | 董夢筑                   | 文化大學                        | 廣告學系                                               | |
| 史丹            | 陳希騰                   | 輔仁大學                        | 運動休閒管理學士學位學程                               | |
| 喬喬            | 唐筠喬                   | 東海大學                        | 企業管理學系                                           | Beam的前女友 第一次錄影單元為「超人氣正妹懶人包」 |
| 泰拉            |                          | 文化大學                        | 國際企業管理學系                                       | |
| 亞莎            | 張子薇                   | 東吳大學                        | 心理系                                                 | 2015年9月出國於加拿大溫哥華的語言學校唸書 |
| 艾波            | 張瀞尹                   | 文化大學                        | 廣告學系                                               | |
| 妍安            | 呂芷葇                   | 真理大學                        | 應用英語學                                             | 呂芷萱的妹妹 |
| 拉拉            | 彭詩婷                   | 真理大學                        | 會計資訊系                                             | |
| 黃亦可          | 黃煜軒                   | 龍華科技大學                    | 企業管理學系                                           | |
| 梓梓            | 董梓甯                   | 開南大學                        | 觀光與餐飲旅館學系                                     | 曾為中華職棒Lamigo桃猿隊的啦啦隊Lamigirls成員。 伊梓帆隊長 現為台新夢想家Formosa Sexy隊長                                                                                    |
| 圈圈            | 郭晏棱                   | 台南大學                        | 音樂系                                                 | |
| 宗翰            | 李宗翰                   | 國立屏東商業技術學院            | 休閒遊憩與創意產業管理研究所碩士班                     | 藝人白雲的兒子 |
| 晶晶 ↓ 金允喬   | 廖挺仱                   | 文化大學                        | 資訊管理系                                             | 《神馬好時光》班底 曾參與《國光幫幫忙》錄影 曾任《國光幫幫忙》及《全民最大黨》SG。                                                                                           |
| 齊藤            | 齊藤振修                 | 臺北城市科技大學                | 會議展覽服務業（專業人員）學位學程                     | 中日混血兒 |
| 曾甜            | 曾庭榆                   | 嘉南藥理科技大學                | 生活應用與保健系                                       | 現為《三川娛樂》旗下藝人 曾參加《神馬好時光》、《康熙來了》、《超級模王大道》錄影 《神魔之塔》代言人 擔任2013、2014年台南資訊月代言人 有「廟會女神」之稱                     |
| 祁              | 辛苑                     | 文化大學                        | 戲劇學系                                               | 兩岸婚姻的後代，父親是台灣人，母親是中國大陸配偶（東北人） |
| 寧寧            | 陳宜伶                   | 銘傳大學                        | 都市規劃與防災學系                                     | |
| 德德            |                          | 東吳大學                        | 中文系                                                 | |
| 昇佑            |                          | 國立台灣師範大學                | 體育學系                                               | |
| 憲哥            | 呂宗憲                   | 輔仁大學                        | 國際貿易與金融學系                                     | |
| 林軒            | 林裕軒                   | 國立台灣師範大學                | 生命科學系                                             | 第一次錄影單元為「高材生的街舞夢」 2014年3月5日自節目畢業 金星娛樂旗下藝人                                                                                                   |
| 劉璇            | 劉璇                     | 世新大學                        | 口語傳播學系                                           | 2014年3月5日自節目畢業，目前主要活躍用天才衝衝衝及綜藝大集合節目中 |
| 陳暉            | 陳暉                     | 國立政治大學                    | 政治學系                                               | 2014年3月5日自節目畢業 |
| 琳琳            | 陳艾琳                   | 台北市立教育大學                | 教育學系                                               | 於2012年8月30日自節目畢業 金星娛樂旗下藝人 已退出演藝圈，現經營花店 已與Alex結婚                                                                                             |
| 莉紋            | 簡莉紋                   | 世新大學                        | 新聞學系                                               | |
| 阿蹦            | 陳允澤                   | 實踐大學                        | 社會工作學系                                           | 大學生人氣王 |
| 馬太            | 周馬太                   | 景文科技大學                    | 餐飲管理系                                             | 湯生的哥哥 曾參與壹電視《搞電影》錄影 馬太阿姨（潘紅娟）曾參與節目錄影 在台中有設自創品牌DOUBLE X DOUBLE 曾參與國片愛LOVE電影演出 在高雄有設TIFAFINE MAKE UP&CAFE 彩妝咖啡館 |
| 湯生            | 周湯生                   | 醒吾技術學院                    | 旅運管理系                                             | 馬太的弟弟 |
| 光傑            | 張光傑                   | 東南科技大學                    | 營建科技與防災系                                       | K&Q藝能經紀公司旗下藝人 |
| 逸歡            | 劉逸歡                   | 淡江大學                        | 大眾傳播學系                                           | 曾參加2009年11月14日《我猜我猜我猜猜猜》的「校園美女大搜查」單元 秋森的女友                                                                                                  |
| 娜吉莎          | 林珊如                   | 台灣藝術大學                    | 戲劇系                                                 | |
| 濰濰            | 劉濰溍                   | 輔仁大學                        | 運動休閒管理學系                                       | 業餘魔術師 |
| 提拉            | 余珊珊                   | 國立中山大學                    | 劇場藝術學系                                           | |
| 佳琪            | 陳佳琪                   | 國立臺灣師範大學                | 美術學系                                               | |
| 無尊            | 謝駿毅                   | 輔仁大學                        | 體育學系                                               | 好看娛樂旗下藝人，為全明星運動會第三季固定班底 |
| 鯰魚哥          | 林明賜                   | 中國文化大學                    | 體育學系                                               | 長相與蔡阿嘎極為相似 金星娛樂旗下藝人 2016年取新藝名林建予，與「鯰魚哥」並用 曾參與壹電視《搞電影》錄影，現為《綜藝3國智》主持班底並參與《女兵日記》演出                     |
| 蔡阿嘎          | 蔡緯嘉                   | 中國文化大學                    | 社會福利研究所碩士班                                   | 長相與鯰魚哥極為相似，現為YouTuber，已婚。 |
| 龜臉            | 楊志祥                   | 景文科技大學                    | 資訊管理系                                             | |
| 麥基            | 謝凱仲                   | 中州技術學院                    | 視訊傳播系                                             | 金星娛樂旗下藝人 小時候曾在電視劇《長男的媳婦》及《汪洋中的一條船》中演出 |
| 弟              | 張嘉予                   | 國立台灣大學                    | 法律系                                                 | 現為律師 |
| 虎牙            | 劉漢之                   | 臺北城市科技大學                | 應用外語系                                             | 曾參與台視、三立都會台《超級接班人》比賽 2017年與Austin及另兩位成員組成團體泰坦，正式出道 現改回本名「劉漢之」 全明星運動會第四季紅隊成員                                    |
| 婷婷 ↓ 莫莉     | 姜婷婷                   | 臺北市立體育學院                | 動態藝術學系                                           | 女子團體E-Girls前團員 金星娛樂旗下藝人 《超級偶像》第一屆 曾參與壹電視《搞電影》錄影                                                                                         |
| 正方形          | 鄭芳欣                   | 實踐大學                        | 風險管理系                                             | |
| 唐葳            | 唐葳                     | 僑光科技大學                    | 應用英語系                                             | |
| 晞晞            | 徐晞庭                   | 文化大學                        | 社會福利學系                                           | |
| 詹姆士          |                          | 東吳大學                        | 法律學系                                               | 現為律師 |
| 霍爾            | 謝玠成                   | 龍華科技大學                    | 電機系                                                 | 現為廣告公司公關 |
| 可樂            | 李唯楓                   | 臺北市立體育學院                | 動態藝術學系                                           | 2012年以本名正式出道成為藝人 |
| 杜拜            | 劉依函                   | 國立政治大學                    | 阿拉伯語文學系                                         | 新加坡航空空服員 |
| 瓢蟲            | 劉思妤                   | 東吳大學                        | 法律學系                                               | 現為律師 |
| 兵齊步          | 陸冠中                   | 玄奘大學                        | 大眾傳播學系                                           | LGBTQ人士 |
| 黎兒            | 林筱蓉                   | 臺北城市科技大學                | 觀光系                                                 | 女子團體E-Girls前團員 金星娛樂旗下藝人 藝名已改為林舒語 已婚 |
| 荳荳            | 何紫妍                   | 中國文化大學                    | 戲劇學系                                               | 女子團體E-Girls前團員 曾參加2009年11月14日《我猜我猜我猜猜猜》的「校園美女大搜查」單元 目前為娛樂百分百凹嗚狼人殺固定班底                                                    |
| 梁武帝          | 梁博鈞                   | 國立彰化師範大學                | 國文學系                                               | |
| 秦兒            | 秦慧純                   | 淡江大學                        |                                                        | |
| 蜘蛛人 ↓ 裴帥   | 朱峻偉 ↓ 朱威旭 ↓ 朱宇謀 | 臺北市立體育學院                | 動態藝術學系                                           | 前藝名Wish，前美聲團體Gentleman(GTM)成員兼團長 團體解散後作個人發展 現已改回本名「朱宇謀」                                                                                   |
| 酷炫            | 莊堯宣                   | 大同大學                        | 媒體設計學系                                           | 曾參加《我愛男子漢》、《超級接班人》節目，現為網紅團體WACKYBOYS反骨男孩成員兼團長                                                                                            |
| 逸祥            | 黃逸祥                   | 國立台北科技大學 ↓ 醒吾技術學院 | 光電系 ↓ 資訊管理學系                                  | 2010年重返校園而曾重回節目，曾於《瘋神無雙》固定演出。 |
| 秀憲            | 笹子秀憲                 | 真理大學                        | 運動管理學系                                           | 僑居台灣的日本人，已婚。 |
| 娃娃            | 鍾欣穎                   | 國立臺北商業技術學院            | 企業管理系                                             | 已婚，育有一子 |
| 百九            | 張鈞荃                   | 華梵大學                        | 環境防災與設計學系                                     | |
| 蘿莉塔          | 李家佳 ↓ 李晨菲          | 輔仁大學                        | 西班牙語文研究所碩士班                                 | 現為通告藝人，已婚 |
| 少年            | 簡子復                   | 淡江大學                        | 運輸管理學系                                           | 畢業後服役（高雄市政府文化局替代役），已退伍 現為命理師兼YouTuber 藝名已改為「簡少年」                                                                                       |
| 宇珊            | 劉宇珊                   | 中原大學                        | 會計學系                                               | JUKSY線上潮流雜誌 主持人 曾為華研國際音樂旗下藝人 女子團體Popu Lady團員 現為繁星皓月娛樂藝人 主持2023桃園跨年晚會                                                            |
| 黑皮            | 高信文                   | 中國文化大學                    | 體育學系                                               | |
| 莉紋            | 簡莉紋                   | 世新大學                        | 新聞系                                                 | |
| 男兒淚          | 張朝明                   | 靜宜大學                        | 英國語文學系                                           | 畢業後服役，已退伍 |
| 陽光            | 余致緯                   | 臺北市立體育學院                | 體育與健康學系                                         | 目前暫時無合約 聯喬娛樂前旗下藝人 前團體Super131團長 |
| 哞              | 陳金富                   | 中國文化大學                    | 中國戲劇學系                                           | 目前為藝人經紀 |
| 媛媛            | 苑媛                     | 樹德科技大學                    | 表演藝術系                                             | 2011年3月22日的「如果....我結婚了?! 大學生的婚禮幻想曲!」單元中，接受男友紅茶哥（陳宏辰）的求婚                                                                              |
| 起司            | 亓士祥                   | 臺北市立體育學院                | 動態藝術學系                                           | |
| 尹傑            | 尹傑                     | 元培科技大學                    | 資訊工程系                                             | 曾休學當兵，退伍後完成學業 曾經營首飾專櫃 現為艾多美直銷公司市場部公關。 |
| 馬蒂            | 成馬蒂                   | 長榮大學                        | 翻譯學系                                               | 旅居英國倫敦中 |
| 顧小瑋          | 顧峻瑋                   | 世新大學                        | 應用外文學系                                           | |
| 熊寶            | 陳俊廷                   | 國立臺灣大學                    | 機械學                                                 | 赴美留學 已與菜菜結婚 |
| 菜菜            | 蔡宜彣                   | 銘傳大學                        | 會計學系                                               | 目前在全虹總公司工作，星期日偶爾在塔羅事典駐店 已與熊寶結婚 |
| 馬子            | 馬令葦                   | 吳鳳技術學院                    | 保全系                                                 | |
| 峮峮            | 吳函峮                   | 南台科技大學                    | 行銷與流通系                                           | 現為中信兄弟啦啦隊Passion Sisters成員 黃鴻升逝世前的女友 《飢餓遊戲》主持 |
| 正平            | 趙正平                   | 樹德科技大學                    | 表演藝術系                                             | 幕後轉幕前的藝人 金星娛樂旗下幕後人員兼藝人 |
| 茵茵            | 康茵茵                   | 國立臺北藝術大學                | 舞蹈學系                                               | 大盛娛樂旗下藝人 |
| 俏皮            | 鄭鈺軒                   | 淡江大學                        | 運輸管理學系                                           | 前傳奇星娛樂旗下藝人 現不定時販售自創服飾及石材手環飾品（MYRICULT & EGARMUSE） 現任TUMAZ STRONG肌力及體能訓練中心教練，顏值擔當。                                            |
| 海星            | 海欣                     | 世新大學                        | 企管系                                                 | 新藝名為宋紀妍 2013年5月20日與新東陽總經理麥升陽結婚 |
| 珊迪            | 郭孟婷                   | 亞太創意技術學院                | 數位媒體設計系                                         | |
| 啾啾            | 王子寧                   | 國立臺灣海洋大學                | 水產養殖學系                                           | 金星娛樂旗下藝人 新藝名為王子若 已退出娛樂圈 |
| 發明王          | 謝智丞                   | 元培科技大學                    | 醫事技術系                                             | |
| 秋森            | 王祥安 ↓ 王昊翔          | 真理大學                        | 觀光與數位知識學系                                     | 小ㄅ（王祥容）的弟弟 傳奇星娛樂旗下藝人 逸歡的男友 |
| 小ㄅ            | 王祥容                   | 銘傳大學                        | 應用日語學系                                           | 秋森（王昊翔）的姊姊 前復興航空、中華航空空服員 |
| 理理人 ↓ 少女心 | 林欣儀                   | 世新大學                        | 公共關係暨廣告學系                                     | |
| 猴子            | 黎勝柏                   | 臺北市立大學                    | 體育與健康學系                                         | 目前暫時無合約 聯喬娛樂前旗下藝人 前團體Super131團員 藝名黎開 |
| 蕾蕾            | 陳栩潔                   | 輔仁大學                        | 中國文學系                                             | 現為《上班這黨事》班底 曾參加2003年10月4日《我猜我猜我猜猜猜》 已婚，育有一子                                                                                                |
| 花花            | 楊烜光                   | 中國文化大學                    | 舞蹈學系                                               | 畢業後服役並已退伍 |
| 迅猛龍          | 郭怡廷                   | 南華大學                        | 大眾傳播學系                                           | 演員，現名袁艾菲 |
| 寶咖咖          | 呂毓凌                   | 國立臺北藝術大學                | 舞蹈學系                                               | 強尼草莓團體成員 金星娛樂旗下藝人 女子團體E-Girls精神領袖 新藝名為夏語心 |
| 埃華            | 埃華                     | 康寧醫護暨管理專科學校          | 嬰幼兒保育學系                                         | 台灣與中東混血，阿拉伯文全名為Dina Ayman Ibrahim Mohamad Darwich 2015年與大亨結婚                                                                                            |
| 愛摸            | 李育臻                   | 中國文化大學                    | 戲劇學系                                               | |
| 傑瑞            | 洪英鐘                   | 實踐大學                        | 工業產品設計學系                                       | 開設設計公司“Suited-design” |
| 平平            | 黃豪平                   | 國立政治大學                    | 國際經營與貿易學系                                     | 米兔哥娛樂旗下藝人，目前致力於單口喜劇 |
| 桃利煬          | 李鼎煬                   | 玄奘大學                        | 大眾傳播學系                                           | |
| 徐小寧          | 徐寧                     | 國立高雄餐旅大學                | 航空暨運輸服務管理系                                   | 中華航空空服員 |
| 小冰            | 蘇彥菁                   | 國立臺北藝術大學                | 音樂系                                                 | 聲林之王2選手 |
| 小隻            | 周欣潔                   | 實踐大學                        | 風險管理與保險學系                                     | |
| 小青峰          | 江凱軒                   | 國立臺灣藝術大學                | 戲劇學系                                               | 長相及歌聲與蘇打綠主唱青峰相似 |
| 小軒軒          | 劉軒辰                   | 國立政治大學                    | 國際經營與貿易學系                                     | 畢業於師大附中，2012隨政大熱舞社首次在節目上出現，隨後應邀成為固定班底，擅長Popping舞蹈和搞笑                                                                                |
| 小諭            | 李承諭                   | 國立臺北商業技術學院            | 應用外語系                                             | |
| 小胖            | 羅世棠                   | 臺北市立體育學院                | 動態藝術學系                                           | 於2012年8月30日自節目畢業 曾與朋友經營燒肉餐廳 現為藝人經紀 |
| 小志            | 凌維志                   | 文化大學                        | 體育系                                                 | 現為舞蹈老師 |
| 小奈            | 陳郁涵                   | 國立臺北大學                    | 社會學系                                               | 微風國際經紀部旗下藝人 微風廣場代言人 藝名已改為陳艾熙 康熙來了末代製作人B2的前女友                                                                                          |
| 小牛            | 牟韻潔                   | 樹德科技大學                    | 休閒與觀光管理系                                       | 我愛黑澀會成員 先後成為空姐及直播主 |
| 小燕            | 李京燕                   | 元智大學                        | 資訊傳播學系數位媒體設計組                             | 四月份大學星正妹（2013年固定班底畢業） |
| 小尾巴          | 曾禹翔                   | 銘傳大學                        | 應用日語學系                                           | 2013年12月28日參加台視《王子的約會》第六季 臺中市街頭藝人 現為YouTuber |
| 小美            | 鄭暐達                   | 實踐大學                        | 資訊科技與管理學系                                     | |
| 小柯            | 柯昶宇                   | 國立政治大學                    | 地政學系                                               | 強辯樂團前貝斯手（小藍） |
| 小璟 ↓ 浩克     | 陳弘璟                   | 醒吾技術學院                    | 行銷與流通管理系                                       | 現為健身教練，偶而參與幕前演出及綜藝節目 |
| 小暘 ↓ 孟思妍   | 鄭暘                     | 景文科技大學                    | 視覺傳達設計系                                         | 新藝名為「鄭喬予」 |
| 小歪            | 孫凡茵                   | 德明財經科技大學                | 國際貿易系                                             | |
| 小新            | 曾惠新                   | 開南大學                        | 企業管理研究所碩士班                                   | 陶晶瑩簽約旗下藝人 大學生了沒梗王 曾參與拍攝可口可樂、中油、三菱廣告 數位時代 台灣人氣百大電商 開南大學 105年度 優良傑出校友 小新樂器館 SC Guitar Store 總經理               |
| 小紅（男）      | 蔡士弘                   | 實踐大學                        | 資訊科技與管理學系                                     | 現為職業魔術師 |
| 小紅（女）      | 呂佩芬                   | 淡江大學                        | 大眾傳播學系                                           | |
| 小白            | 張宇慧                   | 輔仁大學                        | 數學系                                                 | 金星娛樂旗下藝人 強尼草莓團體前成員 2012年改藝名為張艾亞 前男友為5566成員許孟哲 2015年再度改藝名為張愛雅                                                                     |
| 小優            | 游振宜                   | 世新大學                        | 廣播電視學系廣播組                                     | 強尼草莓團體前成員 金星娛樂旗下藝人 曾於《全民系列》固定演出 現為狼谷競技台Game什麼東西主持人                                                                                |
| 小光            | 郭禮琾                   | 國立政治大學                    | 阿拉伯語言學系                                         | 畢業後服役，已退伍 |
| 小批            | 陳恩柔                   | 銘傳大學                        | 大眾傳播學系                                           | |
| 小花            | 鍾佩樺                   | 國立臺北藝術大學                | 戲劇學系                                               | 新藝名為「金妮」 |
| 小梨子          | 楊小黎                   | 國立政治大學                    | 廣電系                                                 | 前童星 |
| 小奕            | 陳奕廷                   | 東吳大學                        | 音樂學系                                               | |
| 小拉            |                          | 輔英科技大學 ↓ 臺北城市科技大學 | 健康美容系 ↓ 化妝品應用與管理系                        | |
| 小龍            | 林羿汝                   | 南台科技大學                    | 視覺傳達設計系                                         | |
| 小鬼            |                          | 東海大學                        |                                                        | |
| 小慧            | 何思慧                   | 國立臺北教育大學                | 體育學系                                               | 以「陽陽」一片，入圍第46屆金馬獎新人獎 |
| 小烏龜          |                          | 東吳大學                        | 資訊管理學系                                           | |
| 小蘋果          | 鄭云婷                   | 世新大學                        | 公共廣播學系                                           | |
| 小魚            |                          | 台南應用科技大學                | 美術系                                                 | |
| 小豆            | 李玟君                   | 中國文化大學                    | 戲劇學系                                               | |
| 小明            |                          | 國立台灣藝術大學                | 雕塑學系                                               | |
| 小龜            | 吳嘉芳                   | 醒吾科技大學                    | 資訊管理系                                             | |
| 小叮鈴          | 洪幸妏                   | 國立高雄餐旅學院                | 應用英語系                                             | |
| 小可愛          |                          | 開南大學                        | 財務金融學系                                           | |
| 小公主          | 蔡昀蓉                   | 中山醫學大學                    | 牙醫學系                                               | 牙醫師，現於位在台北市的雅偲牙醫診所任副院長。 |
| 小曹            |                          | 東海大學                        |                                                        | |
| 小麥            |                          | 世新大學                        |                                                        | |
| 小風            | 喻琦                     | 世新大學                        | 公共廣播系                                             | |
| 小奕            |                          | 世新大學                        | 廣播電視學系                                           | |
| 小喬            | 陳姵穎                   | 實踐大學                        | 會計系                                                 | |
| 大鶴            | 林鶴軒                   | 國立臺灣藝術大學                | 戲劇學系                                               | 現為良人行影業旗下藝人 |
| 大飛            | 吳志慶                   | 國立台北科技大學 ↓ 實踐大學     | 電機工程系 ↓ 時尚與媒體設計研究所碩士班                | 金星娛樂旗下藝人 曾參與壹電視《搞電影》錄影 《超級模王大道》第1屆第6名 楊晨熙前男朋友                                                                                        |
| 大元            | 林盈臻                   | 輔仁大學                        | 法律學系                                               | 大學進修推廣部（休學中） 曾為華研國際音樂旗下藝人 女子團體Popu Lady隊長 現專注於演員方面 男友為歌手鼓鼓                                                                      |
| 大鵝            | 左大昀                   | 世新大學                        | 企業管理學系                                           | |
| 大番薯          | 劉國劭                   | 國立台灣戲曲學院                | 京劇學系                                               | 長相與納豆相似 |
| 大野            | 蔡翰維                   | 臺北城市科技大學                | 運動休閒系                                             | 金星娛樂旗下藝人 姐夫為羅德隊投手陳偉殷 強尼草莓前團員 新藝名為夏和熙 全明星運動會第一季藍隊成員                                                                             |
| 大腫愛          | 辜昱瑋                   | 玄奘大學                        | 大眾傳播學系                                           | LGBTQ人士 |
| 大雄            | 張玉麟                   | 華梵大學                        | 東方人文思想研究所                                     | 五行 姓名學講師 |
| 大爺            | 盧孟苓                   | 淡江大學                        | 教育科技學系                                           | |
| 大登            |                          | 華梵大學                        | 外國語文學系                                           | |
| 大豆            | 徐嘉晨                   | 國立臺灣大學                    | 森林學系                                               | K&Q藝能經紀公司旗下藝人 |
| 阿碩            | 家碩                     | 中國科技大學                    | 電腦與通訊系                                           | |
| 阿亮 ↓ 大根     | 黃亮鈞                   | 臺北市立體育學院                | 動態藝術學系                                           | 曾與阿勝組成團體「大根蕃薯」，綽號大根 金星娛樂旗下藝人 《超級模王大道》第2屆第3名 曾於《全民系列》固定演出                                                                  |
| 阿勝            | 姜勝梃                   | 臺北市立體育學院                | 動態藝術學系                                           | 曾與阿亮組成團體「大根蕃薯」，綽號蕃薯 曾參與壹電視《搞電影》錄影 |
| 阿星            | 陳星翰                   | 德明科技大學                    | 應用外語系                                             | 金星娛樂旗下藝人 |
| 阿駱            |                          | 實踐大學                        | 資訊管理學系                                           | |
| 阿勇            |                          | 國立虎尾科技大學                | 休閒遊憩系                                             | |
| 阿達            | 昌璟翔                   | 實踐大學                        | 財務金融學系                                           | 金星娛樂旗下藝人 節目主持人，前自由發揮成員，現為狼谷競技台Game什麼東西主持人                                                                                                |
| 阿莎娜 (Asana)  |                          | 淡江大學                        | 經營管理系                                             | 2010~2011 參與節目，非固定來賓，畢業後赴日發展，以LIZ ASANA為藝名在東京各大夜店活動                                                                                          |
| 阿怪            | 吳承洪                   | 世新大學                        | 數位多媒體設計系                                       | 金星娛樂旗下藝人 |
| 阿信            | 戴家信                   | 淡江大學                        | 產業經濟學系                                           | |
| 阿克            |                          | 玄奘大學                        |                                                        | |
| 阿言            | 葉治言                   | 長榮大學                        | 翻譯學系                                               | |
| 阿扁            | 陳泓甫                   | 國立臺北教育大學                | 體育學系                                               | 現為國中健康教育科任老師 |
| 阿龍哥          |                          | 東南科技大學                    | 工業管理系                                             | |
| 阿金            |                          | 國立金門大學                    |                                                        | |
| 狗狗            | 李盈瑩                   | 台北市立體育學院                | 動態藝術學系                                           | 曾為《我愛黑澀會》成員 |
| 咪魯庫          |                          | 嶺東科技大學                    | 視覺傳達設計系                                         | |
| 瑋瑋            | 張家瑋                   | 樹德科技大學                    | 表演藝術系                                             | 現為民視鳳凰藝能旗下藝人 |
| 游小米          | 游聖美                   | 實踐大學                        | 資訊管理學系                                           | 前Sun Lady成員——Mimi |
| 傑克            | 孫克傑                   | 世新大學                        | 傳播管理學系                                           | |
| 鴨子            | 徐宛鈴 ↓ 徐亦晴 ↓ 徐凱希 | 世新大學                        | 口語傳播學系                                           | 曾參與《我猜我猜我猜猜猜》、《我愛黑澀會》、《超級星光大道》等節目 2013年藝名改為凱希 現為女子團體Twinko團員 天才衝衝衝助理主持                                              |
| 溫溫            |                          | 中國文化大學                    | 新聞學系                                               | |
| 恰恰            | 蕭鈺馨                   | 淡江大學                        | 大眾傳播學系                                           | |
| 游游            | 游亦舫                   | 國立台北護理健康大學            | 嬰幼兒保育系                                           | 在韓國的華人開設的幼稚園當幼教老師 |
| 宇芯            | 陳宇芯                   | 國立台灣藝術大學                | 圖文傳播設計系                                         | |
| 溫妮            | 黃瑋華 ↓ 黃恩            | 國立台灣藝術大學                | 舞蹈系                                                 | 2017年起成為麥卡貝網路電視木曜4超玩節目固定主持群。目前除固定主持節目外，也經常參與網路與電視節目錄影，以及不定期錄製翻唱歌曲影片至網路平台等                                |
| 棠棠            | 何慧婷                   | 淡江大學                        | 日本語文學系                                           | |
| 侑達            |                          | 中國醫藥大學                    | 中醫學系                                               | |
| 王甯            | 王甯                     | 中國文化大學                    | 戲劇學系                                               | 曾以「甯甯」的名字參加Channel [V] 《無敵青春克》節目的錄影 |
| 錢錢            | 程於倫                   | 國立政治大學                    | 新聞系                                                 | |
| 凱薩琳          | 周逸涵                   | 中國文化大學                    | 俄國語文學系                                           | 已出道並發行個人專輯 |
| 楹子            | 賴楹子                   | 臺北市立大學                    | 體育學系                                               | 現為不動心娛樂旗下的女子團體Sun Lady成員之一 |
| 景翔            | 楊景翔                   | 台北醫學大學                    | 牙醫系                                                 | 子席經紀 跳TONE型男 |
| 依人            | 劉宜靜                   | 真理大學                        | 日文系                                                 | |
| 酸奶            | 陳宣閔                   | 中華大學                        | 資訊管理學系                                           | |
| 奶頭 ↓ 奶油     |                          | 義守大學                        |                                                        | 休學 |
| 毛毛            | 李宣彤                   | 輔仁大學                        | 職能治療學系                                           | |
| 西瓜            | 賴皆榮                   | 育達科技大學                    | 應用中文系                                             | |
| 尚真            | 吳尚真                   | 長庚大學                        |                                                        | |
| 巨寶            | 張齊郡                   | 北臺灣科學技術學院              | 化妝品應用與管理系                                     | 秘密音樂旗下藝人 |
| 米雅            |                          | 大同大學                        | 事業經營學系                                           | |
| 靜香            |                          | 東吳大學                        | 工商管理學系                                           | |
| 麵包            | 李孟倫                   | 國立臺北教育大學                | 玩具與遊戲設計研究所                                   | |
| 安妮            | 張安妮                   | 國立臺北教育大學                | 幼兒教育學系                                           | |
| 莎莎            |                          | 國立中興大學                    |                                                        | |
| 艾利克          |                          | 國立政治大學                    | 廣告學系                                               | |
| 立蓁            |                          | 國立交通大學                    |                                                        | |
| 塔塔            |                          | 西雅圖華盛頓大學                |                                                        | |
| 蕭軒            | 蕭子軒                   | 樹德科技大學                    | 數位動畫與遊戲設計系                                   | |
| 木頭            | 柯沐呈                   | 東南科技大學                    | 企業管理系                                             | |
| 晏嵐            |                          | 經國管理暨健康學院              |                                                        | |
| 鴨掌            |                          | 中國文化大學                    |                                                        | |
| 佾潔            |                          | 長庚大學                        |                                                        | |
| 冬冬            |                          | 崑山科技大學                    |                                                        | |
| 拉拉            |                          | 義守大學                        |                                                        | |
| 喇叭            |                          | 致理技術學院                    |                                                        | |
| 笨笨            | 簡盈帆                   | 東吳大學                        | 英文學系                                               | |
| 吳睿            | 林吳睿                   | 逢甲大學                        | 資訊工程管理學系                                       | K&Q藝能經紀公司旗下藝人 |
| 雙雙            |                          | 銘傳大學                        | 數位媒體設計學系                                       | |
| 妮琪            |                          | 東吳大學                        | 英文系                                                 | |